# Fini (ort)
Fini är en ort i Burkina Faso.   Den ligger i provinsen Province de la Kossi och regionen Boucle du Mouhoun, i den västra delen av landet, 300 km väster om huvudstaden Ouagadougou. Fini ligger 309 meter över havet och antalet invånare är 3 009.
Terrängen runt Fini är platt. Närmaste större samhälle är Diontala, 9,8 km sydväst om Fini.
Omgivningarna runt Fini är en mosaik av jordbruksmark och naturlig växtlighet. Runt Fini är det ganska tätbefolkat, med 54 invånare per kvadratkilometer.